# Antirrhinum siculum
Antirrhinum siculum ist eine Pflanzenart aus der Gattung der Löwenmäuler (Antirrhinum) in der Familie der Wegerichgewächse (Plantaginaceae).

## Beschreibung
Antirrhinum siculum ist eine ausdauernde, krautige Pflanze, deren aufrecht wachsende, frei verzweigende Stängel Wuchshöhen von 20 bis 60 cm erreichen. Oftmals sind die Verzweigungen nur durch kurze, achselständige Blattbüschel zu erkennen. Die Pflanze ist meist unbehaart, nur in den Blütenständen ist sie drüsig behaart. Die unten meist gegenständig und oben meist wechselständig stehenden Laubblätter sind 20 bis 60 mm lang und 2 bis 6 mm breit. Ihre Form ist linealisch bis schmal elliptisch. 
Die unteren Tragblätter gehen in die Laubblätter über, die oberen sind nur etwa 5 mm lang und sind damit ähnlich lang wie die Blütenstiele. Der Kelch ist mit etwa 5 mm langen, eiförmig-lanzettlichen und nahezu spitzen Kelchzipfeln besetzt. Die Krone ist 17 bis 25 mm lang und blass gelb gefärbt, selten ist sie auch rot geadert.
Die Früchte sind eiförmige, drüsig behaarte Kapseln mit einer Länge von 10 bis 12 mm.

## Vorkommen
Die Art kommt auf Sizilien, Malta und möglicherweise im Südwesten Italiens vor, wird aber im gesamten Mittelmeerraum als Zierpflanze gezogen und ist dort auch verwildert. Sie wächst auf Felsen und an Wänden.